# Kvarteret Venus

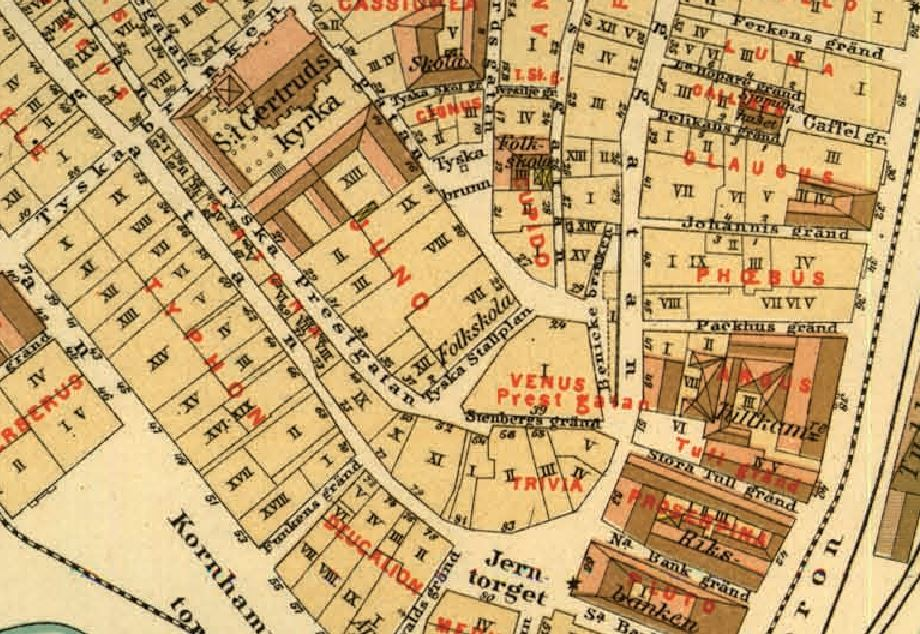
A.R. Lundgrens karta från 1885 med kvarteret Venus i kartbildens mitt.

Kvarteret Venus är ett kvarter i Gamla stan i Stockholm. Kvarteret omges av Svartmangatan i norr, Södra Benickebrinken i öster, Tyska stallplan i väster och Prästgatan i söder. Kvarteret består av en enda fastighet: Venus 1, som ägs av Pauliska Donationsfonden. I kvarteret finns rester efter Svartbrödraklostret.

## Namnet

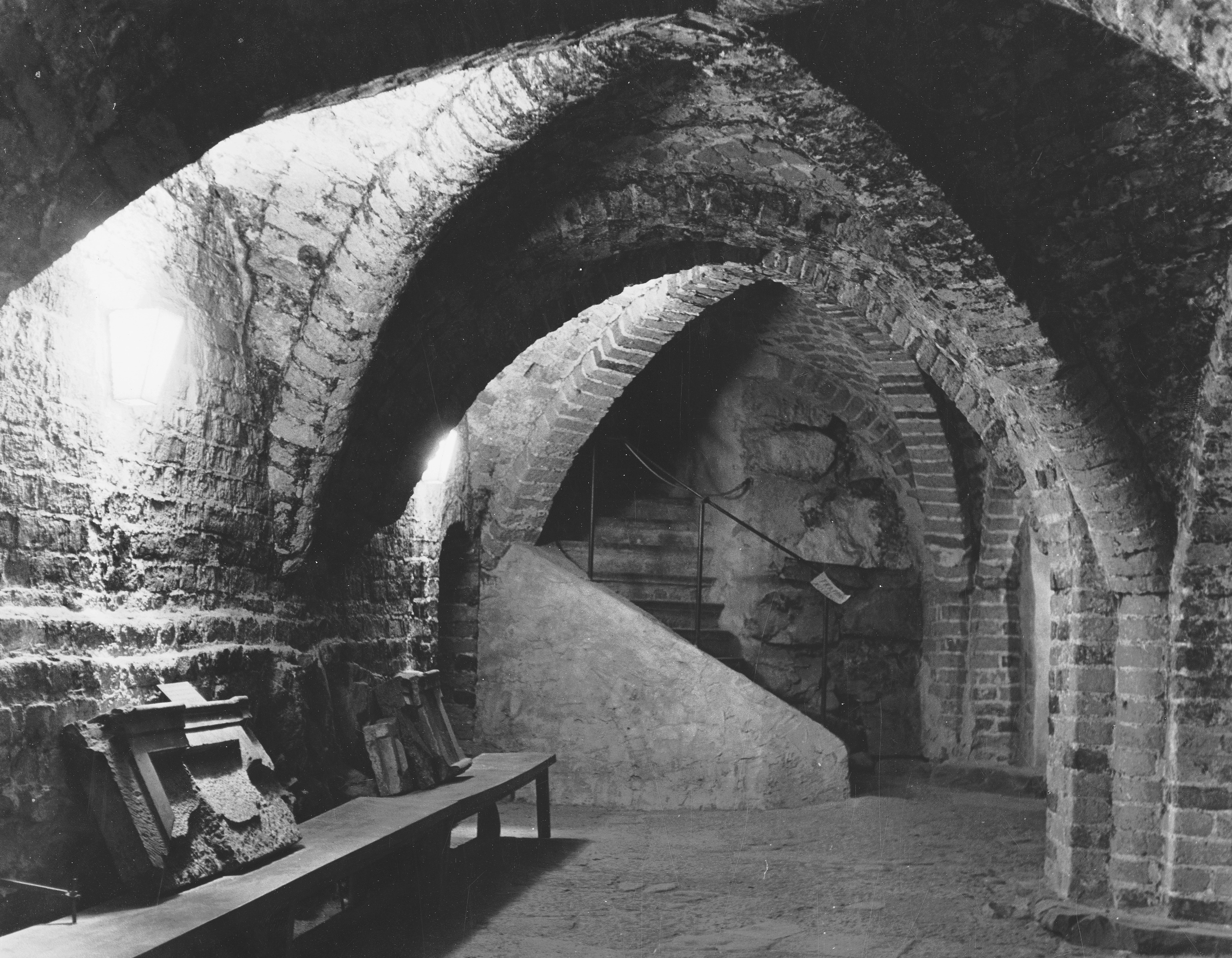
Svartbrödraklostrets källarvalv, 1959.

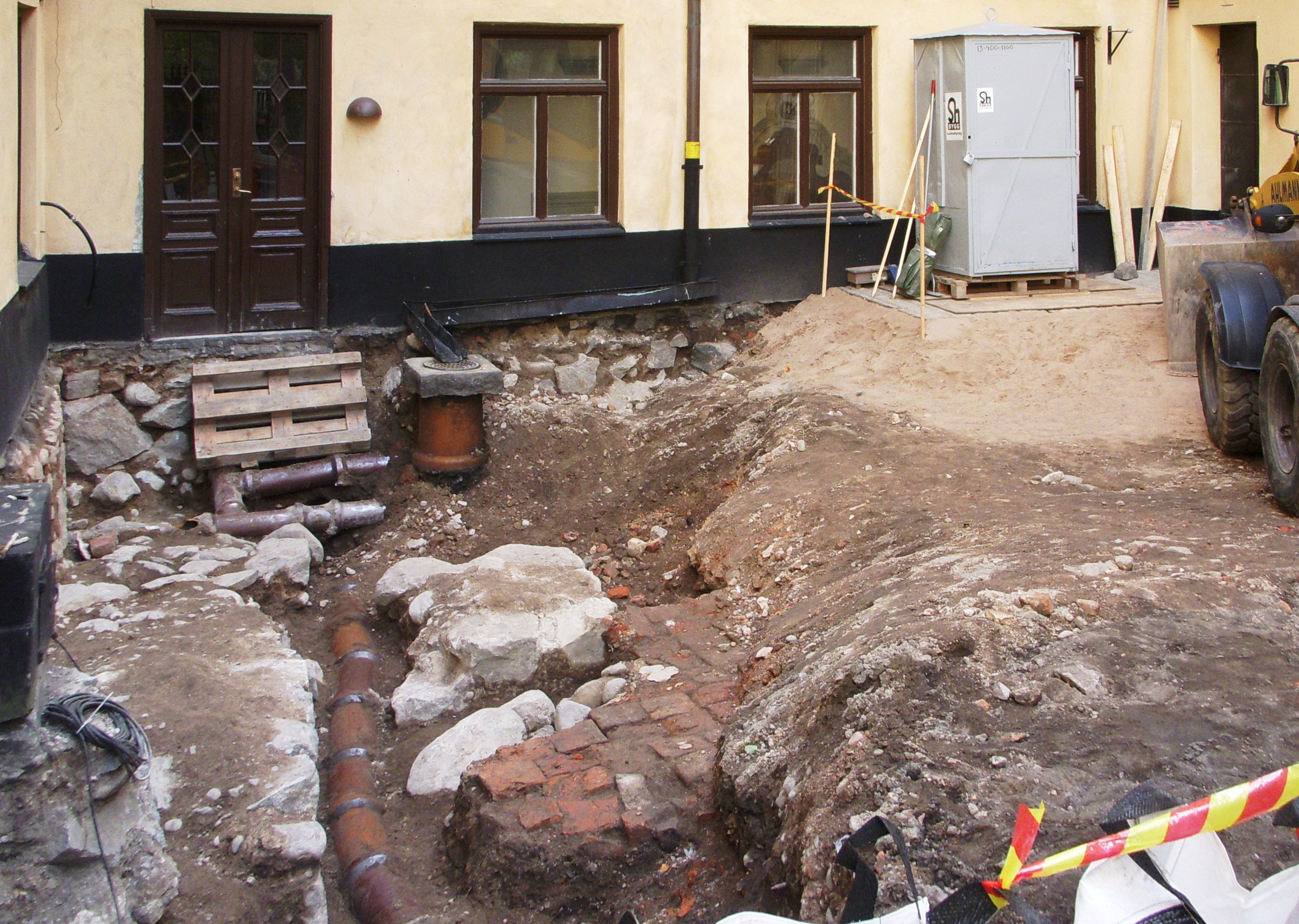
Framgrävt tegelgolv i Venus 1, 2010.

Nästan samtliga kvartersnamn i Gamla stan tillkom under 1600-talets senare del och är uppkallade efter begrepp (främst gudar) ur den grekiska och romerska mytologin. ”Venus” är kärlekens och den kvinnliga skönhetens gudinna i romersk mytologi.

## Kvarteret
Kvarteret Venus består av ett enda stort byggnadskomplex som har en nästan triangulär form med sin kortaste sida mot norr och Svartmangatan. Mot söder ansluter kvarteret Trivia. 
I Södra Benickebrinken 4 finns källarvalv som härrör från det medeltida Svartbrödraklostret. Klostrets byggnader upptog även den sydvästra delen av kvarteret Juno och gav Svartmangatan sitt namn. I samma område lät riksamiralen Carl Carlsson Gyllenhielm på 1620-talet uppföra sitt privatpalats och klostrets rester byggdes in i huset.
År 1864 blev hela kvarteret bebyggt med ett nytt bostadshus. 1876 följde en fullständig om- och påbyggnad av fastigheten efter ritningar av arkitekt Carl Nestor Söderberg. 1906 genomfördes ombyggnader i källare och för nya butiker i gatuplan med Ernst Stenhammar som ansvarig arkitekt, varvid kvarterets byggnad fick sitt nuvarande utseende.

## Utgrävning i Venus 1
I samband med ombyggnaden och schaktarbeten för fastigheten Venus 1 år 1876 hittades åtskilliga människoben som rapporterades av byggmästaren till Riksantikvarien. Vid Stockholms stadsmuseums förundersökning hösten 2010 påträffade museets arkeologer grundmurar samt ett tegelgolv från ett rum i klostret. Man undersökte även några skelett efter gravlagda individer, bland dem en man i 40–50 års ålder och cirka 176 cm lång. Han hade krossat höger knä och en del av foten men har kunnat leva vidare trots sina skador.

## Arkitektritningar för fastigheten Venus 1 enligt ombyggnaden 1876
Ritningar upprättade av arkitekt Carl Nestor Söderberg 1876. 

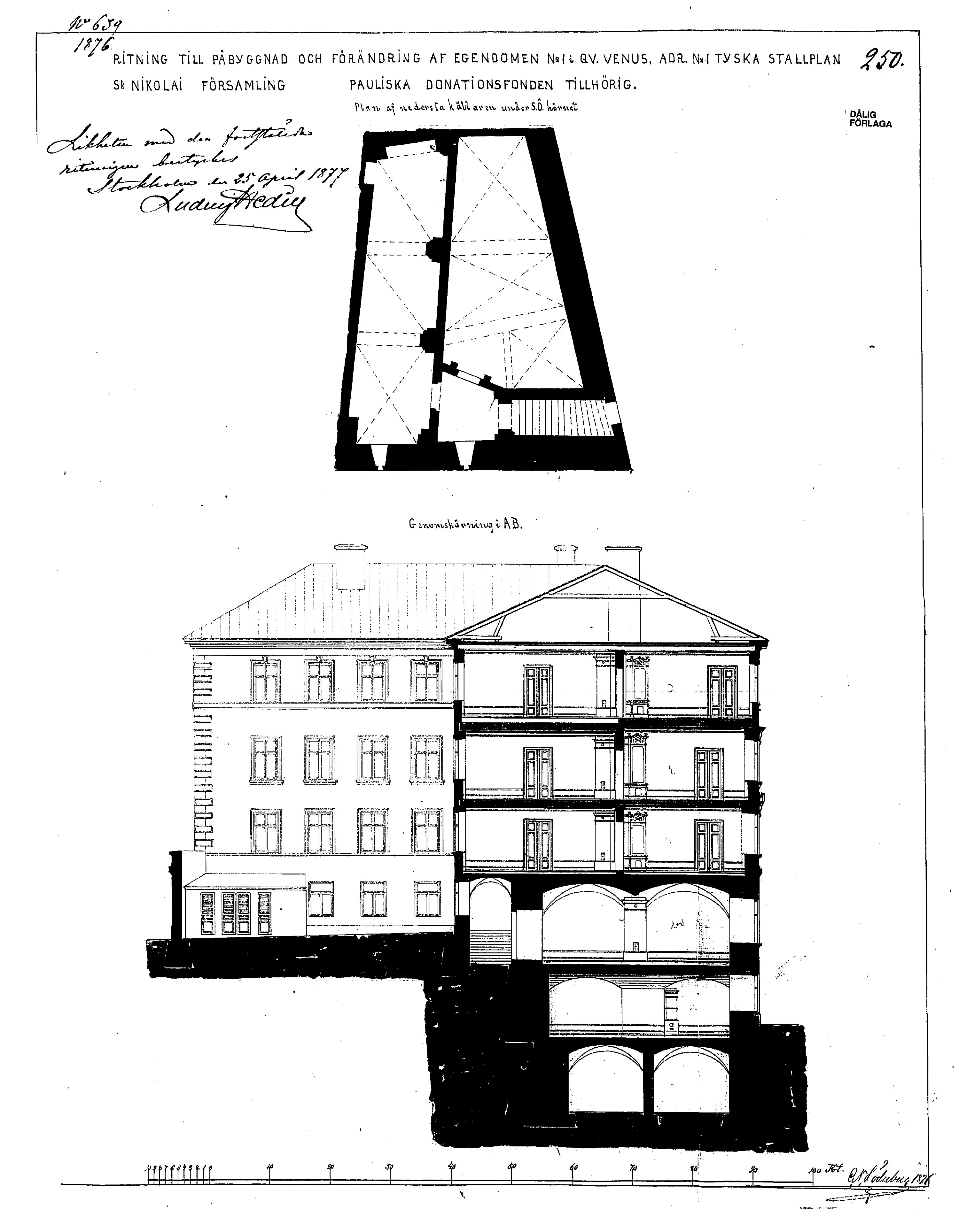
Sektion och klosterkällare
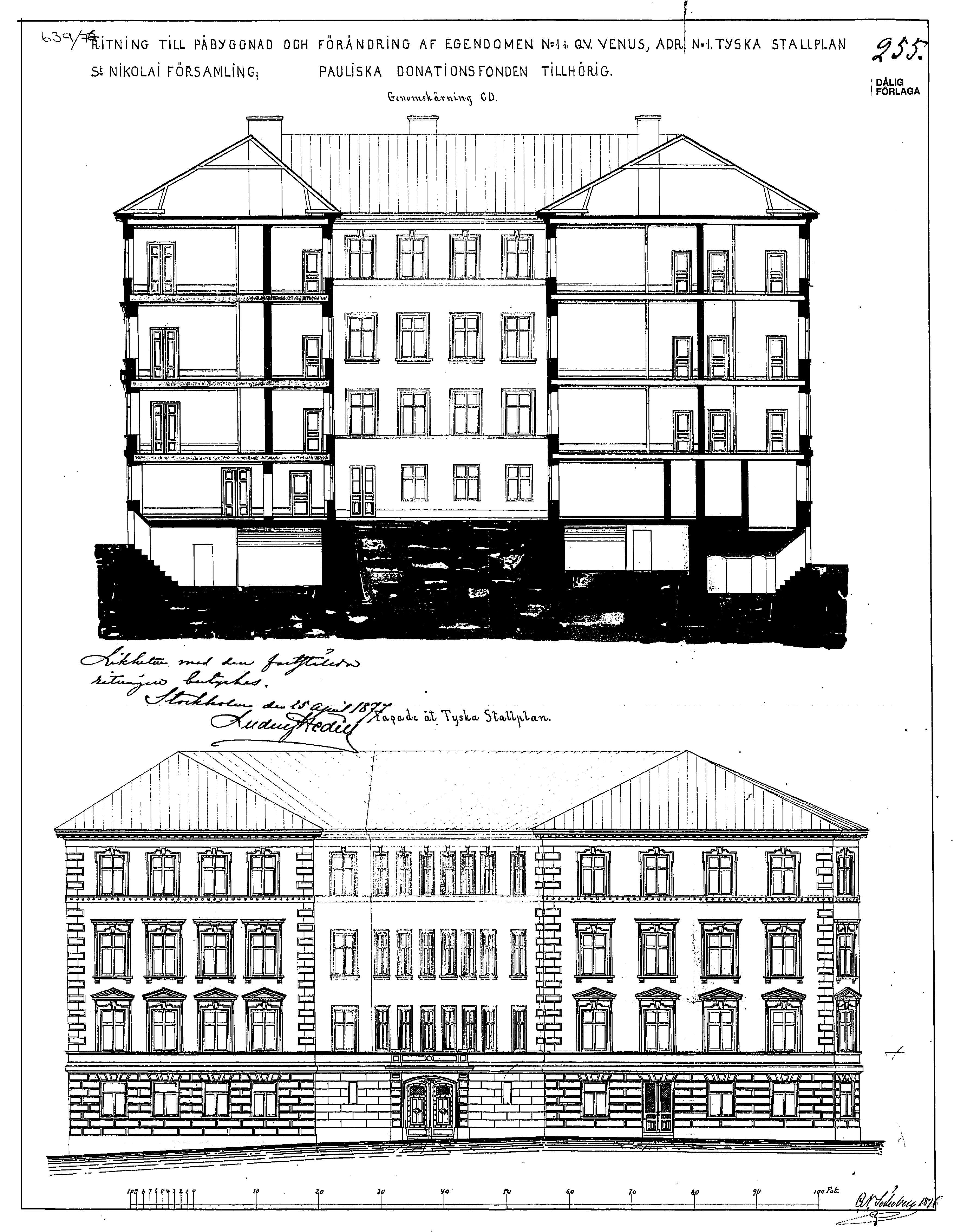
Sektion och fasad mot Tyska stallplan
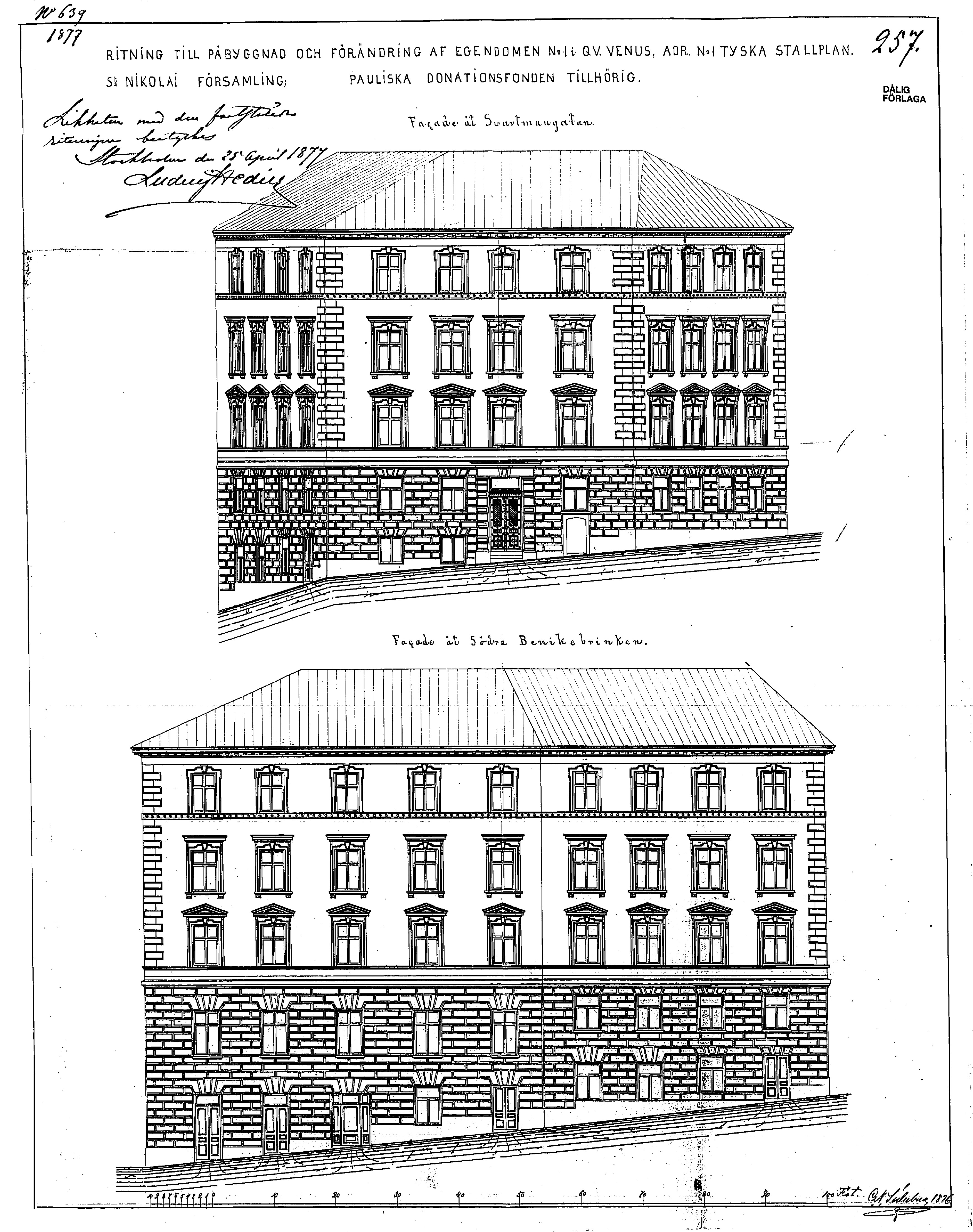
Fasader mot Svartmangatan och Södra Benikebrinken
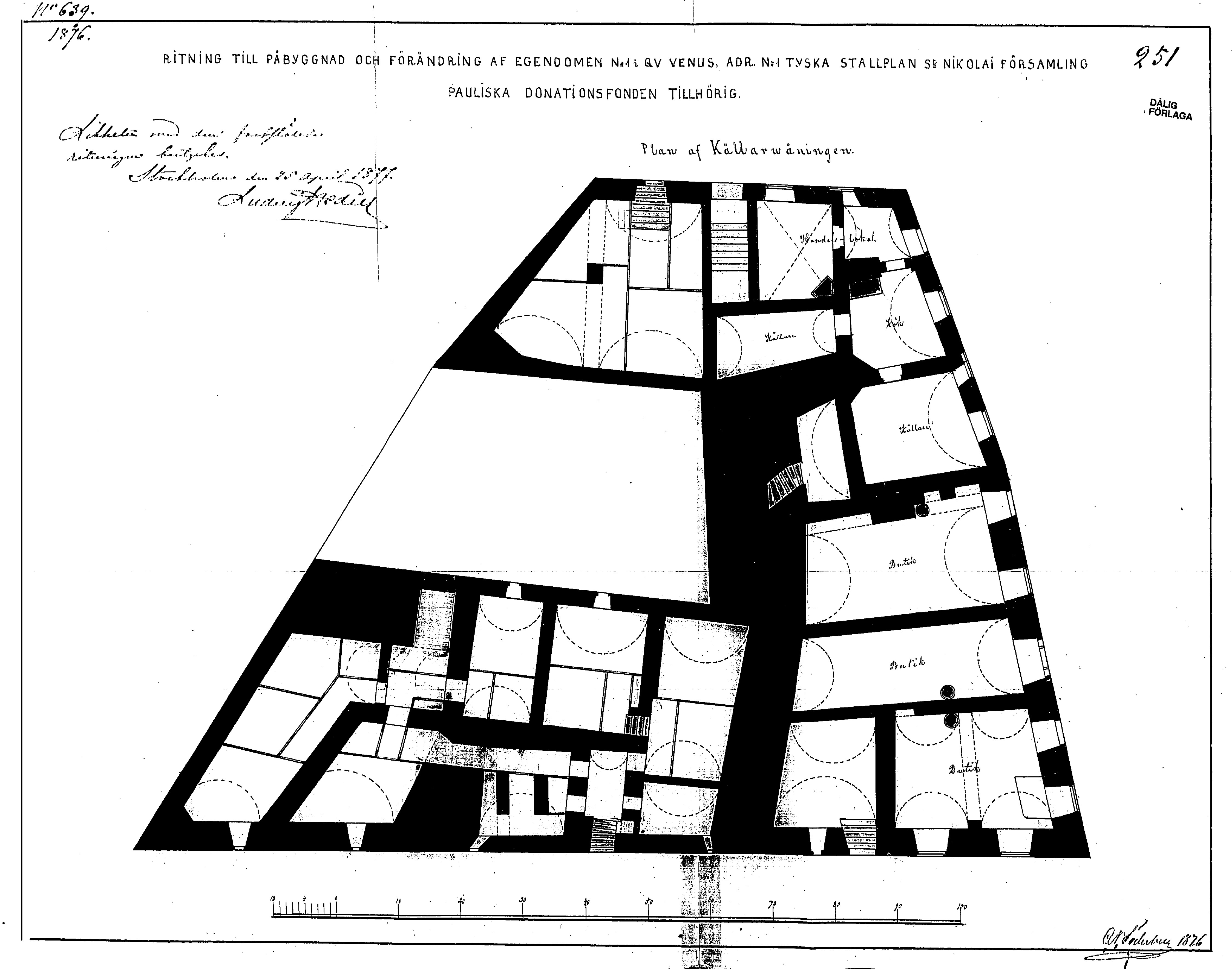
Källarvåningen
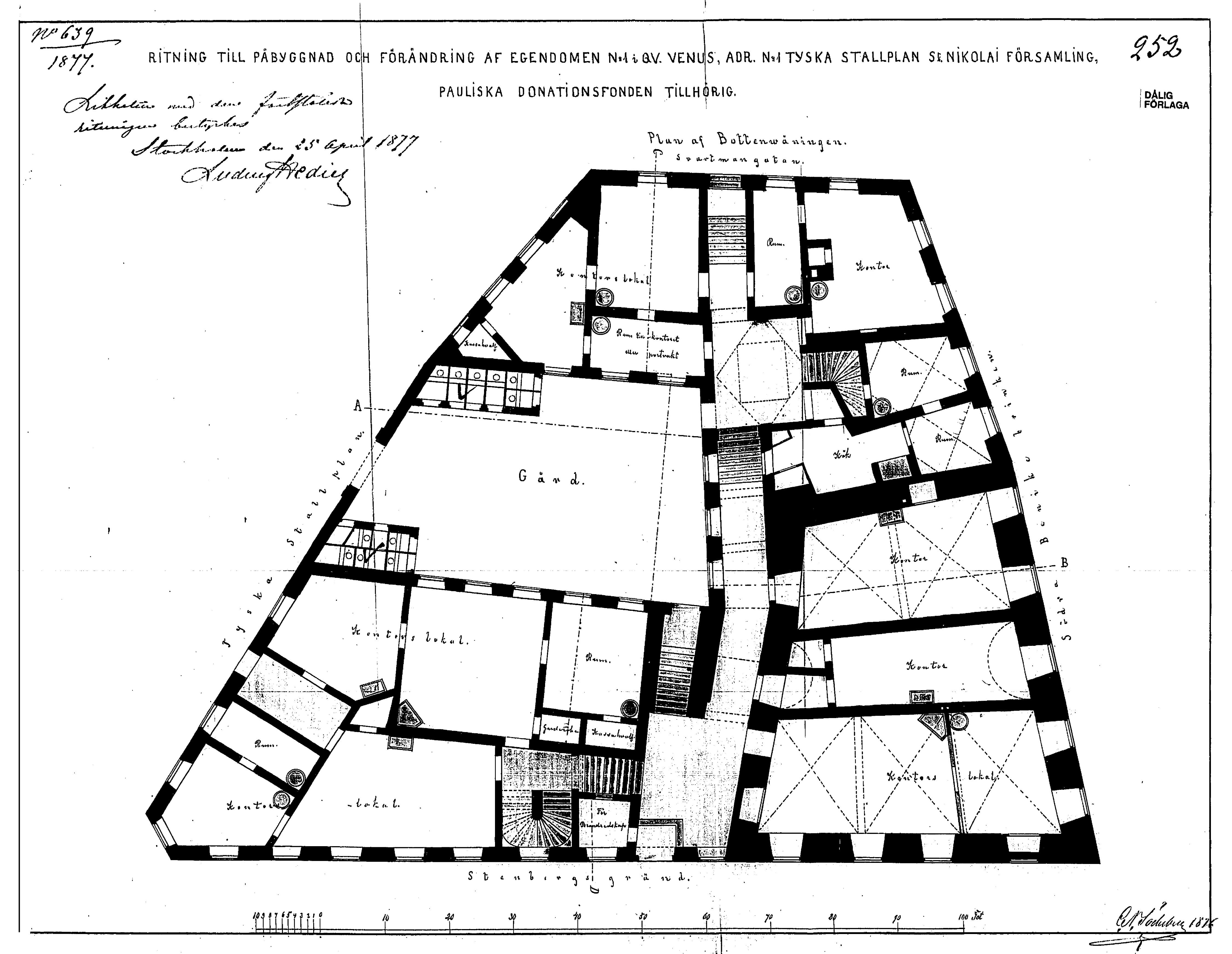
Bottenvåningen
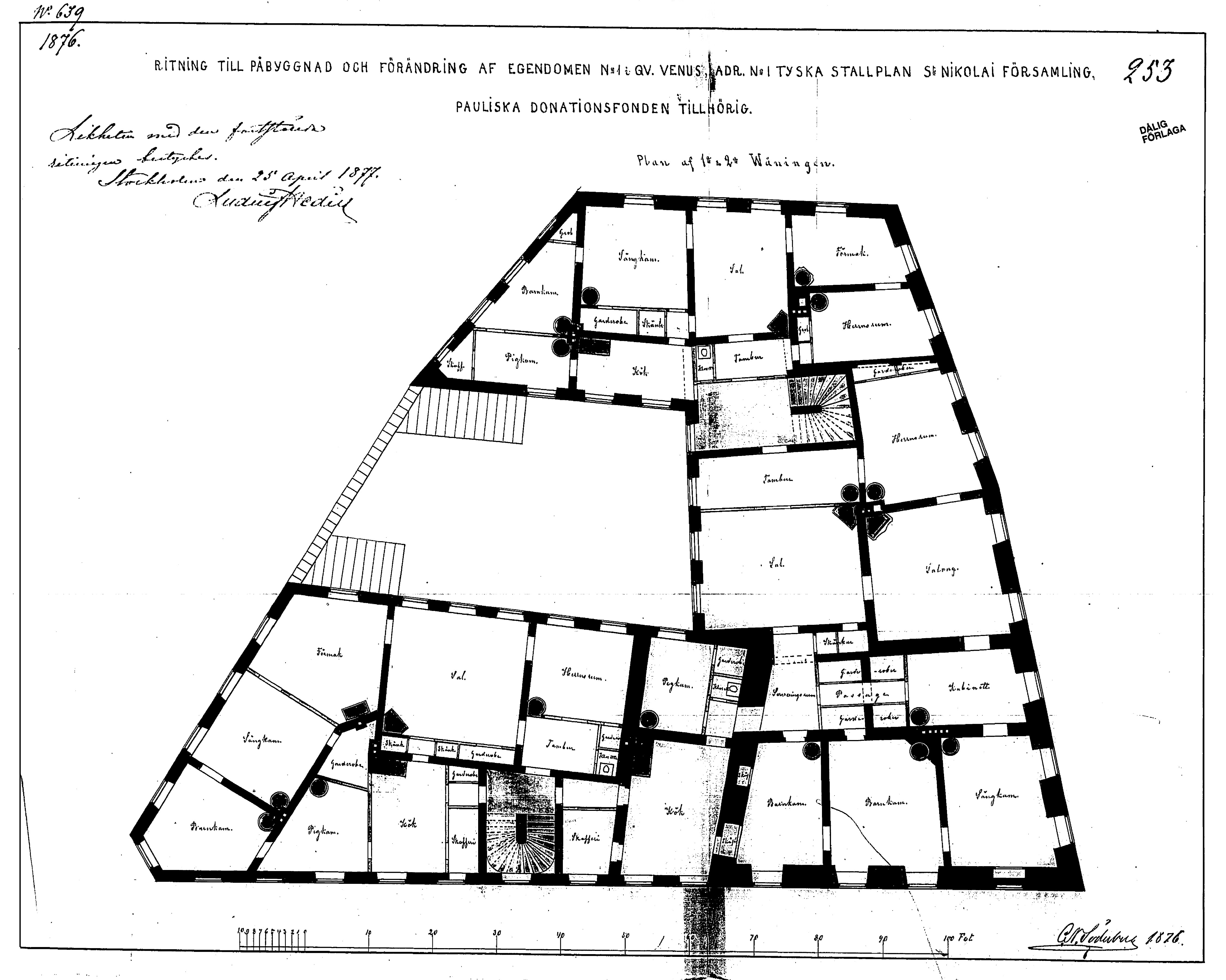
Våning 1 och 2 trappor